# برج تلویزیونی ساماترا
برج تلویزیونی ساماترا برجی است که در نزدیکی روستای ساماترا، در ۱۲ کیلومتری شهر بوج، کشور هندوستان قرار دارد. این برج ۳۰۰ متر ارتفاع دارد.